# Apamea fervida
Apamea fervida är en fjärilsart som beskrevs av George Francis Hampson 1908. Apamea fervida ingår i släktet Apamea och familjen nattflyn. Inga underarter finns listade i Catalogue of Life.